# Tiso vagans
Tiso vagans är en spindelart som först beskrevs av John Blackwall 1834.  Tiso vagans ingår i släktet Tiso och familjen täckvävarspindlar. Arten är reproducerande i Sverige. Inga underarter finns listade i Catalogue of Life.